# Silvbergs församling
Silvbergs församling var en församling i Västerås stift och i Säters kommun. Församlingen uppgick 2010 i Säterbygdens församling.

## Administrativ historik
Församlingen bildades vid 1400-talets slut genom en utbrytning ur Tuna församling. År 1627 övergick församlingen till att vara kapellag under Stora Tuna, något som varade till 1868.
Församlingen utgjorde till 1627 ett eget pastorat för att därefter till 1868 vara i pastorat med Stora Tuna församling som moderförsamling för att från 1868 till 1962 ånyo utgöra ett eget pastorat. Från 1962 till 2010 var församlingen annexförsamling i pastoratet Gustafs och Silvberg. Församlingen uppgick 2010 i Säterbygdens församling.

## Kyrkor
- Silvbergs kyrka